# Варковицька Людмила Олександрівна
Людми́ла Олекса́ндрівна Варковицька (1913, Одеса, Херсонська губернія, Російська імперія — 1987, Ленінград, РРФСР, СРСР) — українська радянська мовознавиця, фольклористка, педагогогиня-методистка.

## Життєпис
Дочка редакторки Лідії (Лії) Мойсеївни Варковицької та Олександра Мошко-Шулимовича (Моріцовича) Варковицького (1889—1920), товариша І. Е. Бабеля за Київським комерційним училищем, яке вони закінчили вже в Саратові 1916 року. У віці семи років лишилася без батька. З 1922 року жила з матір'ю та сестрою у Свердловську, потім у Ленінграді.
Фахівчиня зі самодійських мов (ненецької, евенкійської та селькупської), опублікувала низку праць із граматики цих мов на основі польових лінгвістичних робіт із носіями різних діалектів. На початку 1940-х років, бувши аспіранткою Інституту мови та мислення ім. М. Я. Марра АН СРСР, під час експедиції на Баїсі зібрала 79 усних північноселькупських епосів та казок; розробила класифікацію цих казок. Дисертацію кандидата філологічних наук на тему «Дієслівне словотворення у селькупській мові (за матеріалами баїської говірки)» захистила 1947 року. Учениця Г. М. та К. Д. Прокоф'євих. Старший науковий співробітник НДІ національних шкіл у Ленінграді.
Авторка багаторазово перевидаваних навчальних посібників з вивчення російської мови для російськомовних та іншомовних дітей (рос. «Русский язык в картинках», «Русская речь в картинках» — «Російська мова в картинках»), букварів та хрестоматій для читання в ненецьких та селькупських національних школах. Також опублікувала навчальні посібники з вивчення ненецької мови в середніх школах.

## Сім'я
- Чоловік (цивільний шлюб) — Яків Борисович Зельдович, фізик-теоретик.
  - Дочка — Олександра Яківна Варковицька (нар. 1945), кандидатка фізико-математичних наук, головна фахівчиня НДІЯФ МДУ.
- Брат — балетмейстер Володимир Олександрович Варковицький[ru] (1916—1974), його дружина — балетознавиця Є. Я. Суріц[ru].
- Сестра — Любов Сигізмундівна Сталбо (уроджена Шпільберг, 1911—2015), інженерка-конструкторка, мемуаристка, була одружена з доктором військово-морських наук, віце-адміралом К. А. Сталбо.
- Тітка — письменниця Бела Мойсеївна Прилежаєва-Барська[ru]. Дядьки — Яків Морицович Варковицький, був видавцем та редактором щомісячного журналу «Техніка та електрика» (1912—1914);[7] Олександр Федорович Лебедєв[ru] (1882—1936), ґрунтознавець (чоловік тітки, Єлизавети Морицівни Варковицької).

## Публікації
- Варковицкая Л. А. Глагольное словообразование в селькупском языке (по материалам баишенского говора). — М.‚ 1947.
- Варковицкая Л. А. Методическое пособие для обучения грамоте взрослых по ненецкому букварю. Управление школами рабочей и сельской молодёжи и школами взрослых Министерства просвещения РСФСР. — М.—Л.: Учпедгиз, Ленинградское отделение, 1951.
- Варковицкая Л. А. Букварь: 1-я книга по русскому языку для подготовительного класса ненецкой начальной школы. — М.—Л.: Учпедгиз, 1952, 1958, 1962, 1963, 1971.
- Варковицкая Л. А. Книга для чтения на русском языке в 3-м классе национальных школ с русским языком обучения. — М.: Просвещение, 1969.
- Варковицкая Л, А. Русский язык. Учебник для 1 класса ненецкой начальной школы. Развитие речи, грамматика, правописание. — Л.: Просвещение, 1972.
- Варковицкая Л. А., Михеева А. А. Книга для чтения в 3 классе национальных школ РСФСР (С русским языком обучения). — 3-е изд. — Л. Просвещение, Ленинградское отделение, 1974. — 272 с.; 5-е изд. — там же, 1977; 10-е изд. — там же, 1989.
- Варковицкая Л. А. Русский язык. Учебник для третьего класса школ Крайнего Севера. — Л.: Просвещение, 1974.
- Варковицкая Л. А., Алмазова А. В. Букварь: для подготовительного класса ненецких школ. — Л.: Просвещение, 1978; 2-е изд. — там же, 1981.
- Варковицкая Л. А. Применение натуральной и изобразительной наглядности в обучении русскому языку в национальной школе: Учебное пособие. — М.: Просвещение, 1980.
- Варковицкая Л. А., Жулева А. С., Караваева Т. М. Уроки обучения русскому языку в 1—3 классах школ народностей Крайнего Севера. — Л.: Просвещение, 1984.
- Варковицкая Л. А., Жулева А. С., Караваева Т. М. Книга для чтения во 2 классе школ Крайнего Севера. — Л.: Просвещение, 1984; 8-е изд. — СПб.: Просвещение, 1999.
- Варковицкая Л. А., Алмазова А. В. Азбука: Для 1-го класса ненецких и селькупских школ. — 3-е изд., перераб. — Л.: Просвещение, Ленинградское отделение, 1986. — 182 с.; 4-е изд. — там же, 1991.
- Рожин А. И.[ru], Варковицкая Л. А., Сусой Е. Г., Талеева Е. М. Книга для учителя ненецкой начальной школы. — 2-е изд. — Л.: Просвещение, 1986.
- Варковицкая Л. А. Обучение русской лексике и фразеологии. — Л.: Просвещение, 1988.
- Баранников И. В., Варковицкая Л. А. Русский язык в картинках. В 2-х частях. — 16-е изд. — М.: Просвещение, 1988.
- Баранников И. В., Варковицкая Л. А. Русская речь в картинках. В 2-х частях. — М.: Просвещение, 1990.
- Бойцова А. Ф., Варковицкая Л. А., Жулева А. С. Книга для чтения во втором классе национальных школ народов Крайнего Севера. — Сургут: Северно-Сибирское региональное книжное издательство, 1999.
- Варковицкая Л. А., Михеева А. А. Чтение: учебник-хрестоматия для 4-го класса национальных школ. 3-е изд. — СПб.: Просвещение, 2000.
- Варковицкая Л. А., Михеева А. А. Литературное чтение. 4 класс. Учебник для учреждений с русским (неродным) языком обучения. Часть первая. — М.: Просвещение, 2010.